# Missionarischer Säkularkarmel

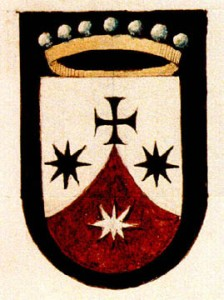
Logo der Karmelitinnen

Der Missionarische Säkularkarmel (en.: Secular Missionary Carmel; it.: Carmelo Missionario Seculare, Abkürzung: CMS; es.: Carmelo Missionero Seglar) ist eine internationale Vereinigung von Gläubigen. Die Laienvereinigung wurde 1988 in Medellín (Kolumbien) gegründet und 1996 vom Heiligen Stuhl anerkannt. Der CMS ist den Karmelitinnen verbunden und weltweit in 12 Ländern vertreten, er hat etwa 500 Mitglieder.

## Geschichte
Morelia Suárez Ortiz (* 1945) war als junge Frau von der Spiritualität der Karmelitinnen und dem Missionsgeist des Francisco Palau y Quer (1811–1872) angetan. Die religiöse Laiin lebte in der kolumbianischen Stadt Medellín, diese gehörte zur Ordensprovinz der „Karmelitinnen vom Heiligen Herzen“. 1987 richtete sie sich mit der Bitte, eine Laienvereinigung zu gründen, an die Ordenskurie und erhielt durch das XVI. Ordenskapitel die Zusage. Am 20. März 1996 wurde der  Vereinigung durch den Päpstlichen Rat für die Laien die Anerkennung zu einer Internationalen Vereinigung von Gläubigen päpstlichen Rechts erteilt und sie wurde in das Register aufgenommen.

## Selbstverständnis
Die im CMS versammelten Mitglieder widmen sich der missionarischen Laienarbeit. Es ist ihre Absicht, die Laienarbeit in der Kirche zu fördern und die Missionsarbeit zu unterstützen. Im Umgang mit anderen Menschen stehen die Achtung und das gegenseitige Verstehen im Vordergrund. Die Mitglieder leben in ihrem aktiven Laienapostolat in Gruppen oder als Einzelpersonen und sind bestrebt, die Frohe Botschaft inmitten der Welt zu verkünden.

## Organisation und Verbreitung
Die kleinste organisatorische Einheit bildet die Gruppe, mehrere Gruppen werden durch eine Leitungskommission koordiniert. Die Leitungskommission setzt sich aus einem Koordinator, einem Sekretär, einem Schatzmeister und zwei Beisitzern zusammen. Auf Landesebene bildet das Animatorenkomitee das Führungsorgan. Die internationale Leitung obliegt der Generaloberin der Missionarischen Karmelitinnen. Die CMS zählt etwa 500 Mitglieder in zwölf Ländern, diese verteilen sich auf Afrika mit zwei, Asien mit drei, Europa mit einem, Nordamerika mit drei und Südamerika mit drei Ländern, der Hauptsitz ist in Rom.

## Einzelnachweis
1. ↑  Marelia Suárez